# Удостоверение личности (Эстония)
ID-карта (эст. ID-kaart) — идентификационная смарт-карта. Выдаётся начиная с 2002 года. Карта является первичным удостоверением личности и действительна в пределах Эстонии; она признана всеми членами Евросоюза и государствами - членами Шенгенского соглашения, не входящими в Европейский союз, в качестве официального удостоверения для путешествующего лица. Для поездок за пределы Евросоюза, кроме Норвегии, Исландии, Швейцарии, Македонии и Черногории, гражданам Эстонии необходим эстонский паспорт. Все граждане и граждане ЕС, постоянно проживающие в Эстонии, могут получить ID-карту. С внесением изменений в законодательство об иностранцах лица с временным видом на жительство получают карту вида на жительство вместе с разрешением на пребывание (поселение) в Эстонии в качестве документа, подтверждающего вид на жительство и присвоение иностранцу эстонского личного идентификационного кода. При продлении вида на жительство на очередной срок иностранцу выдаётся новая карта вида на жительство, содержащая информацию о сроке действия вида на жительство, а также права на работу. Вид на работу может содержать информацию, по какой профессии обладатель вида на работу имеет право работать и если есть ограничения, в какой фирме.

## Хранимая информация
Карта хранит информацию о своём владельце, чаще всего это: полное имя владельца, пол, национальный идентификационный номер, криптографические ключи и сертификаты.

## Как использовать карту
Чтобы использовать электронные возможности ID-карты, необходимо иметь:
- ID-карту вместе с PIN-кодами;
- терминал или компьютер;
- считывающее устройство;
- программное обеспечение для ID-карты

Карту необходимо вставить в считывающее устройство и ввести PIN-коды. ID-карта должна оставаться в считывающем устройстве в течение всего времени доступа.
ID-карта нового образца, выдаваемые с 2019 года, считываются бесконтактным способом.

## Использование
Карта поддерживает стандарт X.509, что сделало возможным её использование в государственных электронных сервисах Эстонии. Все банки, большинство финансовых и других сервисов поддерживают аутентификацию с помощью ID-карты.

## Электронная подпись
Чип в карте содержит криптографическую пару (общедоступный и личный ключи), которая позволяет пользователям подписывать электронные документы с использованием публичных ключей (DigiDoc). Также существует возможность шифровать документы, используя публичный ключ держателя карты. При утере или повреждении карты расшифровать документы будет невозможно .
По эстонским законам, с 15 декабря 2000 года электронная цифровая подпись юридически эквивалентна подписи от руки.

### Интернет-обсуждения
Во многих газетах Эстонии (например, Eesti Päevaleht) есть возможность оставлять комментарии к web-колонкам, используя ID-карту для аутентификации. Это вызвало много полемики в интернет-сообществах.

### Общественный транспорт
В больших городах Эстонии, таких как Таллин и Тарту, разрешено пользоваться виртуальным проездным билетом, который связан с ID-картой.
Временные билеты можно купить с помощью банковского платежа, с помощью SMS или в уличном киоске. Это занимает всего несколько минут и активация билета происходит сразу же после его приобретения.
Владелец такого билета может также заказать услугу напоминания по SMS или на e-mail о том, когда истекает срок действия билета, или автоматически купить следующий, пользуясь банковским платёжным поручением.
Чтобы использовать «виртуальный» проездной билет, пассажир должен иметь при себе ID-карту. При проверке контролёр вставляет ID-карту в специальное устройство — считыватель ID-карт, которое определяет наличие билета, а также напоминает об окончании срока его действия. В исключительных случаях наличие билета можно проверить по личному коду пассажира, ID-карта в таком случае не обязательна. Проверка билета такими способами занимает всего пару секунд.
Информация о билетах хранится в центральной базе данных, с которой беспроводной считыватель общается посредством GSM-соединения. Чтобы проверить наличие виртуального билета, наличие соединения с центральной базой данных не обязательно — контролёры имеют доступ к отдельному архиву базы.
После введения в Эстонии в пределах города Таллина бесплатного проезда для жителей города ID-карта является подтверждающим право владения проездной картой документом. При проверке контролёрами права на бесплатный проезд ID-карта подтверждает личность пассажира и место его регистрации — является ли пассажир жителем города и обладает ли правом бесплатного проезда в его пределах.

### Электронное голосование
ID-карта Эстонии также используется для идентификации на Интернет-выборах.
В связи с осуществлением в Эстонии проекта «прыжок тигра» и как следствие создание электронного государства e-Estonia, развития технологий ID-карт, цифровой подписи в Эстонии и электронной демократии в начале 2001 года возникла идея проведения интернет-выборов в Эстонии. Она быстро приобрела популярность среди глав коалиционного правительства государства. 
Реализация проекта пришлась на выборы органов местных самоуправлений в октябре 2005 года, когда Эстония стала первой страной в мире, которая легально провела голосование через Интернет как одно из средств подачи голосов. Система выдержала реальные испытания и была признана успешной. В феврале 2007 года Эстония стала первой в мире страной, которая ввела электронное голосование на парламентских выборах. Более 30000 человек приняло участие в электронном голосовании.
На муниципальных выборах 2009 года возможностью проголосовать с помощью ID-карты воспользовались уже 104413 человека — 9,5 % населения, имеющего право голоса.. На прошедших парламентских выборах 2019 года в Эстонии через интернет были поданы рекордные 247 232 голоса, 43,8 % от общего числа. На прошедших парламентских выборах 2023 года в Эстонии через интернет были поданы рекордные 313 510 голосов, 51,1 % от общего числа.
Программное обеспечение, использованное в процессе выборов доступно для Microsoft Windows, Mac OS X и Linux.

### Прочие услуги
ID-карта используется для аутентификации и авторизации на государственном портале eesti.ee и в общегосударственной базе данных X-tee. Также планируется использовать ID-карту как основное средство аутентификации в ныне внедряемой электронной системе здравоохранения E-tervis.
Национальный OpenID-провайдер openid.ee позволяет пользователю идентифицировать себя с помощью ID-карты в сервисах, поддерживающих протокол OpenID (LiveJournal, Blogger и другие).

## Использование в качестве удостоверения личности в поездке
В настоящее время граждане Эстонии имеют право использовать ID-карту в качестве удостоверения личности в поездках по территории Евросоюза и для пересечения его внешних границ как на въезд, так и на выезд из стран Евросоюза, Европейского экономического пространства, в том числе Исландии и Норвегии, а также Швейцарии и Гибралтара.
C выданной Эстонией гражданину Европейского союза — резиденту Эстонской Республики ID-картой можно пересекать государственную границу Эстонии, но Эстония не может гарантировать, что другие страны - члены Евросоюза признают её в качестве проездного документа такого европейца (могут потребовать действующее удостоверение личности или проездной документ (паспорт) государства ЕС, гражданином которого человек является). При этом на оборотной стороне ID-карты должна быть машиносчитываемая информация о владельце ID-карты, а кроме того, содержаться двуязычная запись на эстонском и английском языках: «EL KODANIK / EU CITIZEN».
Трёхстрочная машиносчитываемая информация включает в себя данные о номере идентификационной карты и контрольную цифру в первой строке, дату окончания срока действия этого документа с контрольным числом и трёхбуквенным международным кодом страны гражданской принадлежности во второй строке, фамилию и имена держателя карты — в третьей строке.
ID-карты держателей, не имеющих гражданства любого из государств - членов Европейского союза, не являются проездным документом, заменяющим паспорт при передвижении по территории Европейского союза.
На оборотной стороне ID-карты в таком случае вместо машиносчитываемой информации о владельце карты имеется заменяющий её текст на эстонском и английском языках: «EI>OLE>KEHTIV>REISIDOKUMENDINA / NOT>VALID>AS>TRAVEL>DOCUMENT>>».